# 요코미치 다카히로
요코미치 다카히로(일본어: 横路 孝弘, 1941년 1월 3일 ~ 2023년 2월 2일)는 일본의 정치인이자, 일본사회당 출신의 제45회 중의원 의장이었다. 이전에는 홋카이도지사(1983년 ~ 1995년), 민주당 총무회장(1998년 ~ 1999년), 중의원 부의장(2005년 ~ 2009년) 중의원 의장(2009년 ~ 2012년) 을 역임한 바 있다.

## 약력
홋카이도 삿포로시 출신으로, 그의 아버지 요코미치 세쓰오 (横路節雄, 1911~1967)는 일본사회당 소속 중의원 의원을 지낸 인물이며, 그의 어머니는 일본의 마르크스주의 경제학자이자 일본 공산당의 이론적 지도자였던 노로 에이타로 (野呂榮太郎, 1900~1934)의 여동생이다. 도쿄 대학 법학부를 졸업하고 사법 시험에 합격해, 대학 졸업 후 사법연수생을 거쳐 변호사 생활을 하였다.
1969년 제32회 중의원 의원 총선거에 출마해 첫 당선되었다. 1972년 중의원 예산 위원회에서 오키나와 반환에 뒤따른 밀약을 의미하는 외무성 극비 전신을 폭로하였다. (니시야마 사건)
중의원 의원으로 연속 다섯 번 당선된 후, 1983년 홋카이도 지사 선거에 입후보 해 첫 당선되었다. 총 세 차례 지사에 당선되었으며, 지역 경제 활성화를 도모해 삿포로시에서 제1회 동계 아시안 게임을 유치하기도 하였다. 그러나, 1988년 세계 음식 제전에서는 고액의 적자, 관계자 자살 문제, 가짜 출장 문제로 재정 악화의 중심 인물로 강한 비판을 받은 바 있다.
1995년 홋카이도 지사 3기 임기를 끝내고 홋카이도 지사에서 물러났으며, 일본사회당은 복당을 요구했으나, 이에 응하지 않고 무소속으로 제17회 참의원 의원 통상선거에 출마한 겐조 미에코를 지원하였다. 이후 구 민주당 결성에 참여했으며, 1996년 열린 중의원 총선에서 홋카이도 제1구에 출마해 당선되면서 국정에 복귀하였다. 2009년 총선까지 다섯 번 연속으로 지역구에서 당선되었다.
2005년 중의원 총선 후, 중의원 부의장을 맡았으며, 2009년 제45회 총선거에서 민주당의 압승으로 중의원 의장이 되었다.
2010년 8월, 문화방송 (MBC) 라디오 〈손석희의 시선 집중〉에 출연한 바 있다.
이후 2012년 제46회 총선거에서 2위로 낙선, 석패율로 비례대표에 당선되었으며, 2014년 제47회 총선거에서 다시 홋카이도 제1구를 탈환했다.
2016년 5월, 정계 은퇴를 선언하고 차기 총선거에 출마할 자신의 후계자로 미치시타 다이키를 지명하였다.

## 역대 선거 결과
|  | 15.2% |

|  | 13.8% |

|  | 15.7% |

|  | 19.2% |

|  | 16.0% |

|  | 49.0% |

|  | 67.6% |

|  | 69.8% |

|  | 45.88% |

|  | 50.70% |

|  | 55.44% |

|  | 45.73% |

|  | 54.30% |

|  | 28.89% |

|  | 43.47% |

## 같이 보기
- 하토야마 유키오 내각
- 간 내각
- 고노 요헤이